# Pheidole gouldi
Pheidole gouldi  (лат.) — вид муравьёв рода Pheidole из подсемейства Myrmicinae (Formicidae). Центральная Америка: Гватемала, Гондурас, Коста-Рика, Мексика (Campeche, Yucatán). Мелкие муравьи (2—5 мм) желтовато-коричневого цвета с характерными большеголовыми солдатами. Усики рабочих 12-члениковые с 3-члениковой булавой. На проподеуме имеются шипы. Голова мелких рабочих имеет суженную заднюю часть в виде подобия шеи. Ширина головы крупных рабочих (HW) — 1,66 мм (длина головы — 1,72 мм). Ширина головы мелких рабочих — 0,78 мм (длина головы — 1,04 мм). Стебелёк между грудкой и брюшком состоит из двух члеников: петиолюса и постпетиолюса (последний четко отделен от брюшка). Pheidole gouldi был впервые описан в 1886 году швейцарским мирмекологом Огюстом Форелем и относится к видовой группе Pheidole fallax Group.